# ハイゼンベルクの運動方程式
ハイゼンベルクの運動方程式（英: Heisenberg equation of motion）は、量子力学をハイゼンベルク描像によって記述する場合の、オブザーバブルの時間発展についての基礎方程式である。
今日、この式に対してハイゼンベルクの名前が用いられることが多いが、歴史的にはこの方程式を与えたのはハイゼンベルクではなく1925年のボルンとヨルダンであり、また同年にディラックも独立にこの式を提出した。この方程式がシュレーディンガー描像におけるシュレーディンガー方程式と数学的に等価であることは、エルヴィン・シュレーディンガーとポール・ディラックによって独立に証明された。

## ハイゼンベルクの運動方程式
ハイゼンベルク描像での物理量（オブザーバブル）{\displaystyle {\hat {A}}_{\mathrm {H} }(t)} 、ハミルトニアン{\displaystyle {\hat {H}}_{\mathrm {H} }(t)}による以下の式をハイゼンベルクの運動方程式と言う。
{\displaystyle i\hbar {\frac {\mathrm {d} {\hat {A}}_{\mathrm {H} }(t)}{\mathrm {d} t}}=[{\hat {A}}_{\mathrm {H} }(t),{\hat {H}}_{\mathrm {H} }(t)]}
この方程式はハミルトン力学での物理量の時間発展をあらわす式（ポアソンの括弧式を使ったもの）に類似している。
シュレーディンガー描像でも時間依存する物理量 {\displaystyle {\hat {A}}_{\mathrm {S} }(t)} が含まれる場合、ハイゼンベルクの運動方程式は以下のように修正される。
{\displaystyle i\hbar {\frac {\mathrm {d} {\hat {A}}_{\mathrm {H} }(t)}{\mathrm {d} t}}=[{\hat {A}}_{\mathrm {H} }(t),{\hat {H}}_{\mathrm {H} }(t)]+{\hat {U}}^{\dagger }(t)\left({\frac {\mathrm {d} {\hat {A}}_{\mathrm {S} }(t)}{\mathrm {d} t}}\right){\hat {U}}(t)}
ここで {\displaystyle {\hat {A}}_{\mathrm {S} }(t)\ } はシュレーディンガー描像での物理量 {\displaystyle A} の演算子、{\displaystyle {\hat {U}}}は時間発展演算子である。